# Yasugi (Shimane)
Yasugi (安来市 Yasugi-shi?) es una ciudad localizada en la prefectura de Shimane, Japón. En junio de 2020 tenía una población estimada de 37.721 habitantes y una densidad de población de 89,6 personas por km². Su área total es de 420,93 km².

## Geografía

### Localidades circundantes
- Prefectura de Shimane
  - Matsue
  - Unnan
  - Okuizumo
- Prefectura de Tottori
  - Yonago
  - Nanbu
  - Nichinan

## Demografía
Según los datos del censo japonés, esta es la población de Yasugi en los últimos años.
| Año del censo | Población |
| ------------- | --------- |
| 1995          | 46.934    |
| 2000          | 45.255    |
| 2005          | 43.839    |
| 2010          | 41.836    |
| 2015          | 39.528    |